# Jirō Yoshihara
Jiro Yoshihara (吉原 治良 Yoshihara Jirō?, 1 enero, 1905 – 19 febrero, 1972) fue un pintor japonés. En 1954, junto con Shōzō Shimamoto, fundaron el grupo de avant garde Gutai en Osaka. Jiro era un hombre de negocios y heredero de una empresa productora de aceite comestible. Jiro realizaba actividades con un grupo de jóvenes artistas de la región de Hanshin. Yoshihara había dado clases de estilo de pintura occidental antes de convertirse en líder del grupo Gutai.
Yoshihara escribió el "Manifiesto Gutai" en 1956 y fue líder de este grupo de artistas avant-garde con reconocimiento internacional, representantes del mundo artístico posguerra en Japón. Jiro trabajó en los estilos de pintura surrealista y expresionismo abstracto antes de enfocarse en sus últimos años a la representación repetitiva de círculos con reminiscencias de "satori," la iluminación del budismo Zen. Producía este círculo blanco al dejar un sector de la tela sin pintura a la vez que pintaba el fondo de negro. Al ser consultado sobre sus círculos, Yoshihara expresó que no había logrado pintar ni un solo círculo que le dejara satisfecho, una muestra de la profundidad de su búsqueda en esta forma. En efecto, no existen dos círculos que sean exactamente iguales. Jiro fue líder del Grupo Gutai hasta su muerte en 1972.

## Biografía

### Comienzos
Jiro Yoshihara nació en Osaka, Japón en 1905 siendo el segundo hijo de una rica familia de comerciantes. No recibió ninguna educación formal en arte durante su niñez. Siendo veintiañero le guiaron Kamiyama Jiro (1985–1940), quien le enseñó arte y filosofía europea, y Tsuguharu Foujita (1886–1968), quien vivía en París por esa época. Posteriormente Yoshihara se unió a la Nika-kai (Asociación de la Segunda Sección), un grupo de pintores de estilo predominantemente fauvista, que habían surgido del salón académico de Ministerio de Educación. 

Durante las décadas de 1920 y 1930, Yoshihara se sintió atraído por las obras de Giorgio de Chirico, Joan Miró, y Wassily Kandinsky.

En 1934, Yoshihara realizó su primera exposición en el show anual en Nika-kai. Durante la década de 1930, las obras de Yoshihara se enmarcaban en la tendencia surrealista que era popular entre los artistas avant-garde de Japón. Gradualmente, Yoshihara se interesó en la abstracción geométrica. 

En 1938, fundó el Kyushitsu-kai (Asociación de la Novena Habitación), que se enfrenta con el fauvismo que dominaba el Nikai-kai. Entre los años 1935 a 1945, fue el período más oscuro y de menos actividad de Yoshihara.

### Carrera
A comienzos de la década de 1950, las obras de Yoshihara eran expuestas en los shows de apertura de Nihon Kokusai Bijutsu-ten (Exhibición Internacional de Arte Japonés) y Gendai Nihon Bijutsu-ten (Exhibición de Arte Contemporáneo de Japón) durante el resurgimiento del arte contemporáneo en Japón. En Osaka 1951, Yoshihara junto con otros crearon el Gendai Bijutsu Kondan Kai (Grupo de Discusión de Arte Contemporáneo), denominado "Genbi". Este grupo sirvió de taller y foro para crear nuevas formas de arte mediante una mezcla de cultura oriental y occidental como también elementos modernos y tradicionales. La principal prioridad de Yoshihara era obtener reconocimiento en el mundo del arte recurriendo a la tradición japonesa. En 1952 Yoshihara participó en el Salon de Mai en París. En 1953 se llevó a cabo la primera exhibición del "Grupo de Discusión de Arte Contemporáneo" en su taller en Shibuya con Shōzō Shimamoto, uno de sus estudiantes quien luego forma parte del grupo Gutai. Por esa misma época, se había formado un grupo denominado Zero Society que experimentaba con arte conceptual y performance art. Posteriormente ellos se ensamblarían con el grupo Gutai que Yoshihara crea en 1954. Por esta época, Yoshihara se inspiraba en los dibujos de niños, caligrafía Zen, y el pintor de acción Jackson Pollock. Jiro rechazaba el modernismo japonés de la década de 1950 y abandonó la pintura abstracta formal. En diciembre de 1954, Yoshihara fue uno de los fundadores de la Asociación Artística Gutai la cual debutaría en la primavera de 1955 en el Séptimo Yomiuri Independiente. Gutai sería reconocido por sus producciones avant-garde performances and artistic methods. Yoshihara también escribió el "Manifiesto Gutai" en 1956. En 1958, volvió a exponer en el Salon de Mai y en 1961 en Nueva York en el International Carnegie.

### Últimos años
Además de continuar con sus actividades con el Grupo Gutai, Yoshihara se conectó con Morita Shiryū y el movimiento de caligrafía avant-garde denominado Bokujin-kai. A partir de 1962, Yoshihara trabajó en una serie de pinturas de círculos inspirados en la tradición Zen. Durante este periodo, Jiro cambia las superficies empastadas del periodo Gutai a círculos unitarios de acrílico al agua con fondo rojo, blanco, o negro.